# Little Bogan River
Der Little Bogan River ist ein Flussarm im australischen Bundesstaat New South Wales.
Er spaltet sich vom Darling River an der Mündung des Bogan River und fließt 40,7 Kilometer lang südlich des Hauptarms nach Westen. Nördlich der Stadt Bourke trifft er wieder auf den Darling River.